# Lamanère
Lamanère (în catalană La Menera) este o comună în departamentul Pyrénées-Orientales din sudul Franței. În 2009 avea o populație de 54 de locuitori.

## Evoluția populației
| An        | 1975 | 1982 | 1990 | 1999 | 2006 | 2009 |
| --------- | ---- | ---- | ---- | ---- | ---- | ---- |
| Populație | 74   | 60   | 37   | 44   | 61   | 54   |